# بيرثا ستونمان
بيرثا ستونمان (بالإنجليزية: Bertha M. Stoneman)‏ هي عالمة نبات أمريكية، ولدت في 1866، وتوفيت في 1943.